# Leo Steinweg
Leo Steinweg (* 11. Juni 1906 in Münster; † 1945 im KZ Flossenbürg) war ein deutscher Motorradrennfahrer.

## Familie
Leo Steinweg wurde als Sohn des Rohproduktenhändlers Salomon Steinweg (1863–1932) und seiner Frau Caroline geb. Nathan (1865–1934) geboren. Er hatte sieben ältere Geschwister: Siegfried (1889–1954), Samuel (1892–1914), Paul (1894–1965), Else verh. Seelig (1897–1965), Meta verh. Seelig (1899–1943), Erna verh. Hinderkinck (1901–1944) und Anna verh. Kahn (geb. 1903).

## Leben und Karriere
Leo Steinweg zeigte schon als Junge großes Interesse an den Automobilen und Motorrädern, die damals technisch noch in den Kinderschuhen steckten. Zielgerichtet nahm er in Güstrow – sein älterer Bruder Siegfried lebte dort – eine vierjährige Mechaniker-Lehre auf. Nach deren erfolgreichem Abschluss kehrte er zu seinen Eltern nach Münster in Westfalen zurück.
Mit der Unterstützung der örtlichen DKW-Vertretung bekam der damals 18-jährige Steinweg 1924 mit den Zschopauer DKW-Werken in Kontakt und erhielt einen Vertrag als Werksfahrer für die Klassen bis 175 und bis 250 cm³. In den nächsten Jahren ging er nun auf den Rennstrecken, vornehmlich aber auf den Zementbahnen Deutschlands an den Start. Im Jahr 1929 war er in beiden Klassen bei den Bahnrennen in Dresden-Reick, bei den 175ern in Duisburg-Hamborn und Düsseldorf sowie in der 250er Klasse in Kattowitz (heute Katowice) erfolgreich. Er belegte auch in der Folgezeit oftmals vordere Plätze. Steinweg ging unter anderem in Gelsenkirchen, Hannover, Münster, Stettin (heute Szczecin) und in Elberfeld (heute Wuppertal-Elberfeld) an den Start. 1929 konnte er sich mit seinen Preisgeldern in seiner Heimatstadt ein Motorrad- und Fahrradgeschäft mit angegliederter Werkstatt einrichten.
Nachdem Adolf Hitler am 30. Januar 1933 die Macht in Deutschland übernommen hatte, wurden die geschäftlichen Aktivitäten Leo Steinwegs aufgrund seiner jüdischen Abstammung massiv behindert. SA-Männer hatten den Kunden den Eingang zu seinem Laden versperrt. Auch wurden ab 1933 an deutsche Rennfahrer jüdischen Glaubens keine Fahrerlizenzen mehr vergeben, was am Ende dieses Jahres das Ende seiner Karriere bedeutete.
1933 heiratete er in Münster Emma "Emmy" Bogatzki, die aus Ludwigsdorf (heute Charbielin) in Oberschlesien stammte. Die kirchliche Trauung erfolgte 1935, nachdem Leo zum katholischen Glauben konvertiert war.
Im August 1938 riet ihm ein Freund, der inzwischen Mitglied der SS war, dringend zur Ausreise. Leo Steinweg flüchtete daraufhin im September 1938 nach Enschede. Vorher hatte er noch zwei Kisten mit Silberpokalen, Silberschalen und Kranzschleifen von seinen vielen Renn-Erfolgen bei seinen Schwiegereltern in Sicherheit gebracht. Seine Ehefrau Emmy folgte ihm 1939 mittellos ins holländische Exil. Das Ehepaar lebte in Utrecht in einem Versteck in der oberen Etage eines Hauses. Die Pässe waren ihnen zuvor von der niederländischen Polizei abgenommen worden. Durch die Solidarität holländischer Freunde und eine katholische Untergrund-Hilfsorganisation konnten sie trotz ständig schlechter werdenden Bedingungen überleben. Die ursprünglich für Juni 1940 geplante Ausreise nach Brasilien wurde durch den deutschen Einmarsch in die Niederlande im Mai 1940 verhindert. Die Herstellung von Spielwaren in Heimarbeit brachte den beiden einen kleinen Zuverdienst. Im August 1942 wurde Leo von einer Nachbarin denunziert, von den deutschen Besatzungsbehörden verhaftet und über das Durchgangslager Westerbork ins KZ Auschwitz gebracht. Dort reparierte er Motorräder und Autos der Wehrmacht, später – im Außenlager Gleiwitz/Gliwice I – auch Lokomotiven der Reichsbahn. Der ihn bewachende Soldat freundete sich mit Leo an, nahm unter seinem eigenen Namen Briefe und Pakete für Leo entgegen und stellte unter Lebensgefahr seine eigene Adresse für Briefsendungen zur Verfügung. Diese Sendungen erhielt Emmy über ihren Schwager in Deutschland.
Im Zusammenhang mit der Evakuierung des KZ Auschwitz wurde Leo zusammen mit anderen Häftlingen im Januar 1945 Richtung KZ Flossenbürg an der tschechischen Grenze in Marsch gesetzt, wo er am 14. Februar ankam. Am 20. Februar wurde er von dort in das neu errichtete KZ-Außenlager Obertraubling bei Regensburg verlegt, wo er unter ungeklärten Umständen ums Leben kam. Seine Ehefrau Emmy erfuhr erst 1948 von seiner Ermordung, 1950 wurde Leo vom Amtsgericht Münster für tot erklärt.
Emmy Herzog-Steinweg hat 96-jährig ihre Erinnerungen an Leo Steinweg in ihrem Buch Leben mit Leo aufgeschrieben. 2009 ist sie im Alter von 106 Jahren gestorben.

## Ausstellung
- Jüdisches Museum Westfalen (Dorsten): Exponate seiner Rennfahrerkarriere